# Carl Hellström (seglare)
Carl Leopold Hellström, född 10 december 1864 i Göteborg, död 4 juli 1962 i Göteborg, var en svensk seglare.
Han seglade för Göteborgs KSS. Han blev olympisk guldmedaljör i Stockholm 1912, med tiometersbåten Kitty.